# Jeff Tweedy
Jeff Tweedy, né le 25 août 1967, est un chanteur, guitariste et bassiste américain de country alternative et de rock alternatif. Il est actuellement le leader du groupe Wilco. Au début des années 80, Jeff Tweedy rejoint le groupe The Plebes avec son ami d'enfance Jay Farrar, mais les goûts musicaux de Tweedy font partir un des frères de Farrar. Le groupe change ensuite de nom pour The Primitives en 1984, puis opte pour Uncle Tupelo en 1987. Le groupe ainsi renommé obtient suffisamment de soutien et décroche un contrat et une tournée nationale. Après avoir sorti quatre albums, le groupe se sépare en 1994 à la suite de conflits entre Tweedy et Farrar.
En 1994, Jeff Tweedy forme le groupe Wilco avec John Stirratt, Max Johnston, et Ken Coomer. Le groupe sort huit albums et trouve le succès commercial avec Yankee Hotel Foxtrot, A Ghost Is Born, Sky Blue Sky et Wilco (The Album). Wilco sort aussi deux albums en collaboration avec Billy Bragg et un avec The Minus 5. Tweedy a reçu deux Grammy Awards dont un pour le meilleur album alternatif avec A Ghost Is Born

## Filmographie

### Comme acteur
- 2018 : Hearts Beat Loud de Brett Haley : Jeff Tweedy
- 2014 : Parks and Recreation : Scott Tanner, leader du groupe Land Ho (2 épisodes)